# Орнаментальний диск

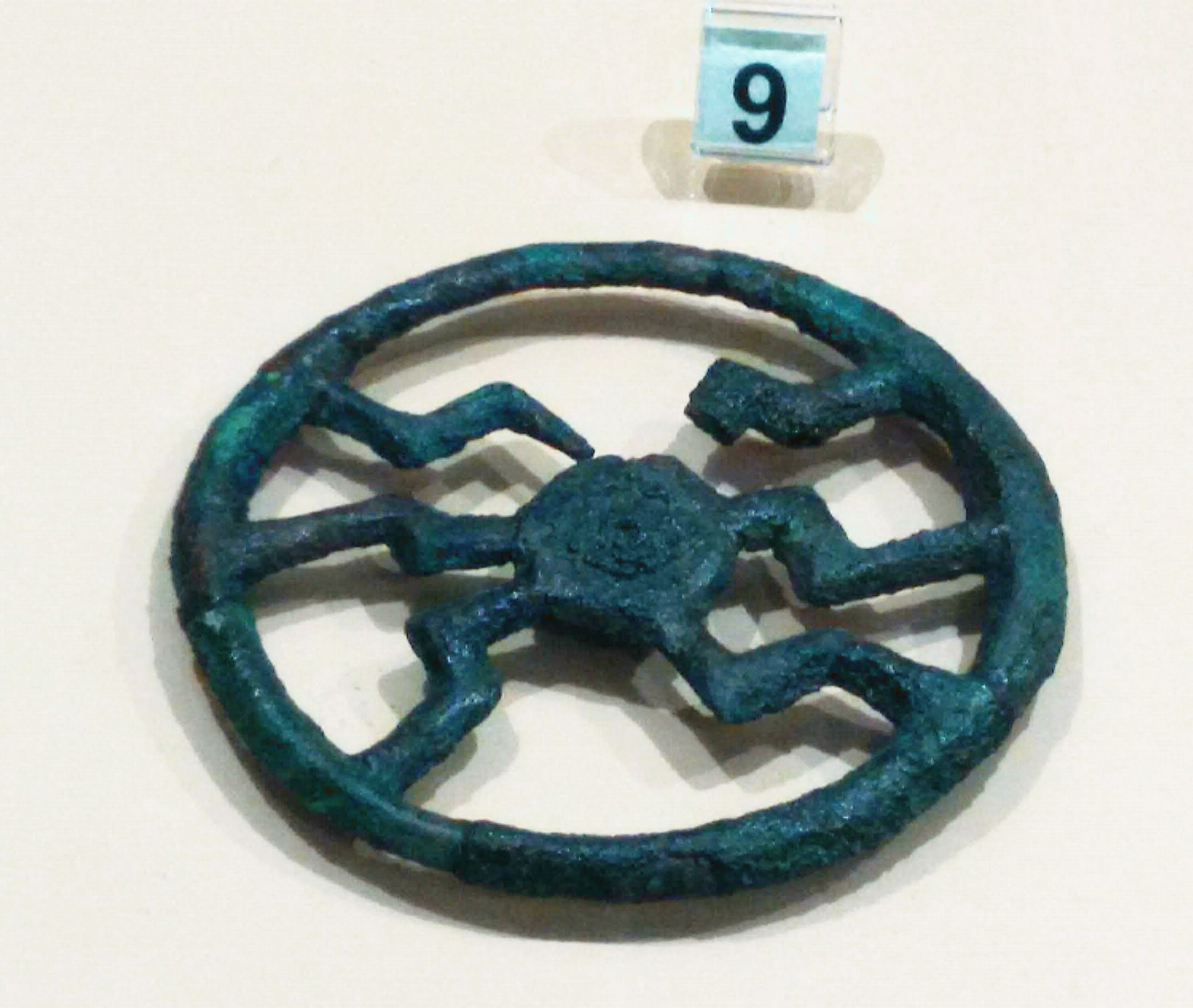
Zierscheibe, частина жіночого пояса культури віланова знайдена в некрополі в Веруккьо, Італія, 700—800 рр. до н. е.

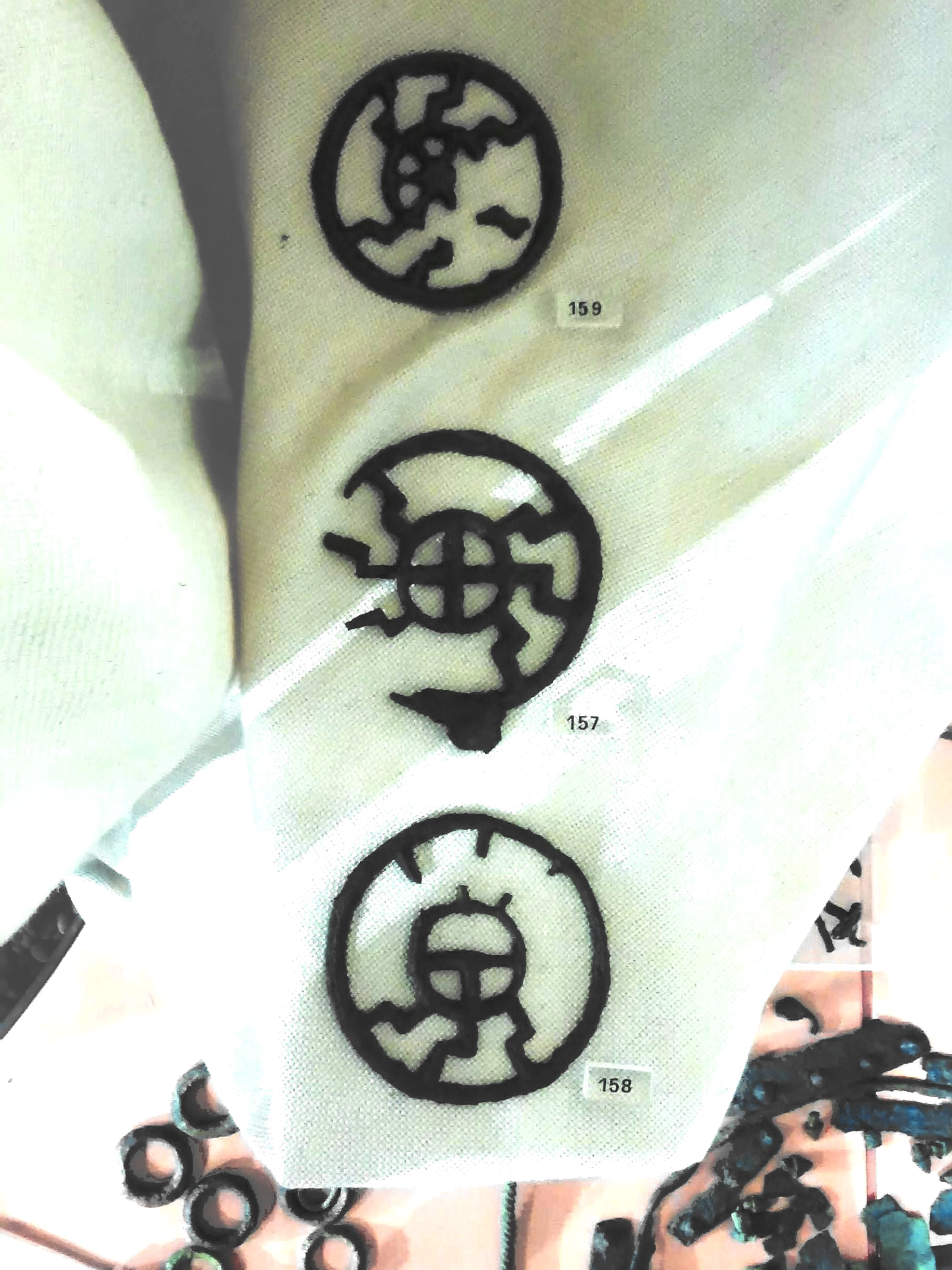

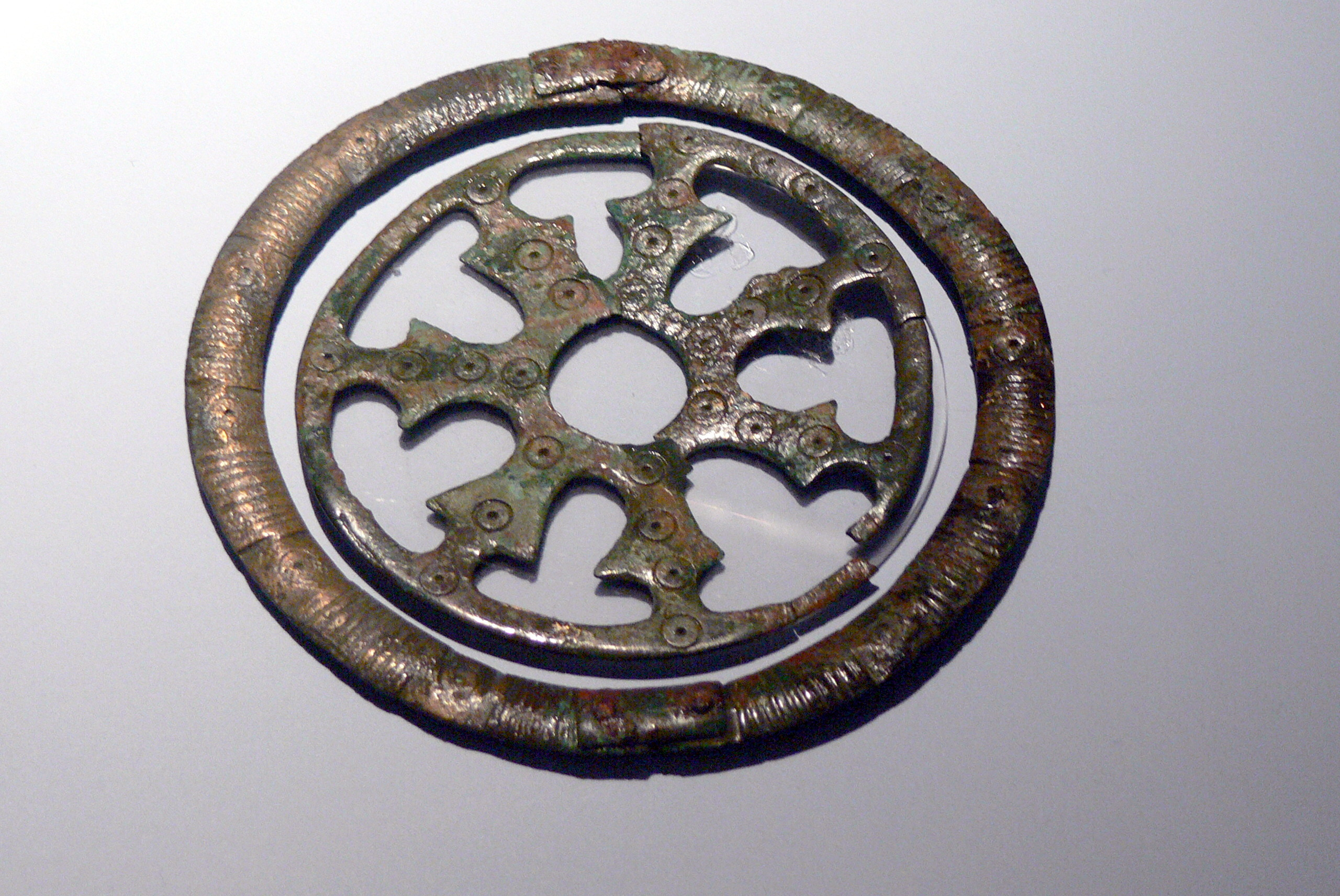
Алеманська Zierscheibe з Гербрехтінгена (6 століття)

Zierscheibe (німецькою «орнаментальний диск») в археології — це термін, який використовується для позначення металевих прикрас, що датуються періодом Європейської залізної доби. Вони знаходяться в могилах і припускається, що їх носили як кулони, прикріплені до туніки, або як частина сумки для поясу.
Ранні екземпляри відносяться до пізньої бронзової доби (близько 800 рр. до н. е.). Вони розвиваються у характерні дизайни, які відомі з особливо часто зустрічаються в алеманських могилах періоду великого переселення народів.
Декоративні диски були в основному виготовляли з бронзи, рідше з заліза, і ще рідше з срібла або золота. Вони були в основному вирізані і прикрашені витонченими клеймами. Під час їх використання, прикраси набували різноманітних і дуже характерних модних варіантів. Багато з них відображали абстрактні, геометричні малюнки з симетричним розподілом. Деякі зображували змій або голови птахів. Невелика група відображала двох людей, що сплітали свої кінці, або прості зображення вершників на конях.
Окрім чистої декоративної функції, вони, зокрема, вважаються амулетами археологами, істориками та етнографами. Ці прикраси жінки носили на стрічці, яка висіла з пояса носія та на якій також можуть бути розташовані інші амулети чи прикраси. Щодо точного способу носіння, археологія ще не має однозначної думки. Особливо для великих прикрас, в поєднанні з оточуючими їх кістковими, дерев'яними або металевими кільцями, припускається, що вони служили застібкою для сумки у формі мішка. Аналіз останніх археологічних знахідок у майбутньому надасть більш точний образ щодо способу носіння.
Виявлення алеманських екземплярів у першій половині XX століття викликало певний інтерес, зокрема екземпляри, які включали свастику в їхньому центрі.